# Allium kokanicum
Allium kokanicum är en amaryllisväxtart som beskrevs av Eduard August von Regel. Allium kokanicum ingår i släktet lökar, och familjen amaryllisväxter. Inga underarter finns listade i Catalogue of Life.